# Arthur Gore (6e comte d'Arran)
Arthur Jocelyn Charles Gore, 6e comte d'Arran (14 septembre 1868 - 19 décembre 1958) titré « vicomte Sudley » (entre 1884 et 1901) est un homme politique, militaire et pair anglo-irlandais. 

## Biographie
Gore est né à Ayot St Peter, Hertfordshire, le fils unique d'Arthur Gore (5e comte d'Arran) et d'Edith Elizabeth Henrietta Jocelyn, fille de Robert Jocelyn (vicomte Jocelyn), le fils aîné de Robert Jocelyn (3e comte de Roden). 
Il est nommé sous-lieutenant dans les Royal Horse Guards le 20 novembre 1889, promu lieutenant le 13 avril 1892 et capitaine le 30 mars 1895. À la suite du déclenchement de la seconde guerre des Boers à la fin de 1899, il rejoint le régiment composite de cavalerie domestique pour servir dans la guerre. Il navigue pour l'Afrique du Sud dans le SS Narrung au début de février 1900. Pour son service dans la guerre, il est promu major en novembre 1900. Plus tard, il combat pendant la Première Guerre mondiale et obtient le grade de lieutenant-colonel. 
Il est juge de paix du Hertfordshire, du comté de Louth et du comté de Mayo, lieutenant adjoint du comté de Mayo et d'Essex et est lord lieutenant du comté de Donegal de 1917 à 1920. Il est fait chevalier de l'ordre de St Patrick en 1909 et admis au Conseil privé d'Irlande en 1917. 

## Famille
Lord Arran épouse d'abord à l'église de Hambleden le 16 août 1902 Maud Jacqueline Marie Beauclerk van Kattendyke, fille de Huyssen van Kattendyke, 3e baron van Kattendyke, de La Haye. Ils ont deux fils: 
- Arthur Gore (7e comte d'Arran) (1903–1958), il se suicide neuf jours après avoir accédé au titre
- Arthur Gore (8e comte d'Arran) (1910-1983), il épouse Fiona Colquhoun le 11 juin 1937. Ils ont deux fils: 
  - Arthur Gore (9e comte d'Arran) (né le 14 juillet 1938), il épouse Eleanor van Cutsem le 28 septembre 1974. Ils ont deux filles.
  - Philip Gore (né le 22 mars 1943)

Après la mort de sa femme en 1927, il se remarie avec Lilian Constance Quick, fille de Joseph Quick, en 1929. 
Lord Arran est décédé le 19 décembre 1958, âgé de 90 ans, et est remplacé par son fils aîné Arthur. Lilian, Lady Arran, est décédée en 1961. 